# 鄄城県
鄄城県（けんじょう-けん）は中華人民共和国山東省菏沢市に位置する県。

## 行政区画
- 街道:陳王街道、古泉街道
- 鎮:什集鎮、紅船鎮、旧城鎮、閻什鎮、箕山鎮、李進士堂鎮、董口鎮、臨濮鎮、彭楼鎮、鳳凰鎮、鄭営鎮、大埝鎮、引馬鎮、左営鎮、富春鎮